# Getafe Club de Fútbol 2007-2008
Questa voce raccoglie le informazioni riguardanti il Getafe Club de Fútbol nelle competizioni ufficiali della stagione 2007-2008.

## Rosa
| N. |                      | Ruolo | Calciatore            |
| -- | -------------------- | ----- | --------------------- |
| 1  | Argentina (bandiera) | P     | Óscar Ustari          |
| 2  | Romania (bandiera)   | D     | Cosmin Contra         |
| 3  | Argentina (bandiera) | D     | Daniel Díaz           |
| 4  | Spagna (bandiera)    | D     | David Belenguer       |
| 5  | Spagna (bandiera)    | D     | Mario Álvarez         |
| 6  | Svizzera (bandiera)  | C     | Fabio Celestini       |
| 7  | Spagna (bandiera)    | C     | Mario Cotelo          |
| 8  | Spagna (bandiera)    | C     | Jaime Gavilán         |
| 8  | Spagna (bandiera)    | C     | Alberto               |
| 9  | Spagna (bandiera)    | A     | Braulio               |
| 10 | Spagna (bandiera)    | C     | Rubén de la Red       |
| 11 | Spagna (bandiera)    | C     | Francisco Sousa       |
| 12 | Argentina (bandiera) | D     | Lucas Licht           |
| 13 | Argentina (bandiera) | P     | Roberto Abbondanzieri |
| 14 | Spagna (bandiera)    | A     | Manu del Moral        |
| 15 | Spagna (bandiera)    | D     | Nacho                 |

| N. |                    | Ruolo | Calciatore       |
| -- | ------------------ | ----- | ---------------- |
| 16 | Uruguay (bandiera) | C     | Juan Albín       |
| 17 | Spagna (bandiera)  | A     | Kepa             |
| 18 | Nigeria (bandiera) | A     | Ikechukwu Uche   |
| 19 | Francia (bandiera) | D     | Franck Signorino |
| 20 | Spagna (bandiera)  | C     | Miguel Pallardó  |
| 21 | Spagna (bandiera)  | D     | David Cortés     |
| 22 | Spagna (bandiera)  | C     | Javier Casquero  |
| 23 | Spagna (bandiera)  | D     | Manuel Tena      |
| 24 | Spagna (bandiera)  | C     | Pablo Hernández  |
| 25 | Spagna (bandiera)  | C     | Esteban Granero  |
| 26 | Spagna (bandiera)  | D     | Juanfran         |
| 27 | Spagna (bandiera)  | C     | Manu Hervás      |
| 28 | Spagna (bandiera)  | C     | Richi            |
| 29 | Spagna (bandiera)  | D     | Víctor Mesa      |
| 32 | Spagna (bandiera)  | P     | Francisco Galán  |